# William Ward, III conte di Dudley
William Humble Eric Ward, III conte di Dudley (30 gennaio 1894 – 26 dicembre 1969), è stato un nobile e politico scozzese.

## Biografia
Era il figlio di William Ward, II conte di Dudley, e della sua prima moglie, Rachel Gurney. Frequentò l'Eton College.

## Carriera

### Carriera militare
Entrò a far parte del Worcestershire Yeomanry nel 1912. Nel 1914 fu trasferito al 10th Hussars. Fu promosso a tenente nel 1915 e alla fine della guerra raggiunse il grado di capitano.
Dopo la guerra, si è unito al Staffordshire Yeomanry, raggiungendo il grado di maggiore. Nel 1933 è stato nominato colonnello onorario del 51st (Midland) Medium Brigade, Royal Artillery.

### Carriera politica
Dudley si sedette come membro del Parlamento per Hornsey (1921-1924) e per Wednesbury (1931-1932), e servì come segretario privato per il Sottosegretario di Stato per l'India, Lord Winterton (1922-1924). Ha inoltre ricoperto la carica onoraria di sceriffo di Worcestershire nel 1930.

## Matrimoni

### Primo Matrimonio
Sposò, l'8 marzo 1919, Lady Rosemary Leveson-Gower (9 agosto 1893-21 luglio 1930), figlia di Cromartie Leveson-Gower, IV duca di Sutherland. Ebbero tre figli:
- William Ward, IV conte di Dudley (5 gennaio 1920-16 novembre 2013);
- John Jeremy Ward (7 maggio 1922-9 dicembre 1929);
- Peter Alistair Ward (8 febbraio 1926-24 marzo 2008), sposò in prime nozze Claire Leonora Baring, ebbero tre figli, e in seconde nozze Elizabeth Rose Westmacott, ebbero due figli.

### Secondo Matrimonio
Sposò, il 25 febbraio 1943, Frances Laura Charteris (1915-1990), figlia di Guy Charteris. Non ebbero figli e la coppia divorziò nel 1954.

### Terzo Matrimonio
Sposò, il 17 giugno 1961, Grace Maria Kolin (11 gennaio 1923), figlia di Michael Kolin. Non ebbero figli.
Si dice che abbia avuto una figlia nel 1923 con l'aristocratica Venetia Stanley, anche se il padre legale era il marito Edwin Samuel Montagu. Questa bambina, amica della principessa Margaret durante la seconda guerra mondiale, sposò il fotografo americano Milton Gendel, con il quale ha creato un salone artistico in Italia.

## Ascendenza
|                                      |                   |                                      | Genitori                                      |  |  | Nonni |  |  | Bisnonni                       |  |  | Trisnonni       |  |
|                                      |                   |                                      |                                               |  |  |       |  |  | 8. William Ward, X barone Ward |  |  | 16. Humble Ward |  |
|                                      |                   |                                      |                                               |  |  |       |  |  | 8. William Ward, X barone Ward |  |  | 16. Humble Ward |  |
|                                      |                   | 17. Susannah Beecroft                |                                               |  |  |       |  |  | 8. William Ward, X barone Ward |  |  |                 |  |
| 4. William Ward, I conte di Dudley   |                   |                                      |                                               |  |  |       |  |  | 8. William Ward, X barone Ward |  |  |                 |  |
|                                      |                   | 9. Amelia Pillans                    | 18. William Cooch Pillans                     |  |  |       |  |  |                                |  |  |                 |  |
|                                      |                   | 9. Amelia Pillans                    | 18. William Cooch Pillans                     |  |  |       |  |  |                                |  |  |                 |  |
|                                      |                   | 9. Amelia Pillans                    | 19. Maria Pott                                |  |  |       |  |  |                                |  |  |                 |  |
| 2. William Ward, II conte di Dudley  |                   | 9. Amelia Pillans                    |                                               |  |  |       |  |  |                                |  |  |                 |  |
|                                      |                   | 10. Thomas Moncreiffe, VII baronetto | 20. David Moncreiffe, VI baronetto            |  |  |       |  |  |                                |  |  |                 |  |
|                                      |                   | 10. Thomas Moncreiffe, VII baronetto | 20. David Moncreiffe, VI baronetto            |  |  |       |  |  |                                |  |  |                 |  |
|                                      |                   | 10. Thomas Moncreiffe, VII baronetto | 21. Helen Mackay                              |  |  |       |  |  |                                |  |  |                 |  |
| 5. Georgina Moncreiffe               |                   | 10. Thomas Moncreiffe, VII baronetto |                                               |  |  |       |  |  |                                |  |  |                 |  |
|                                      |                   | 11. Louisa Hay-Drummond              | 22. Thomas Hay-Drummond, XI conte di Kinnoull |  |  |       |  |  |                                |  |  |                 |  |
|                                      |                   | 11. Louisa Hay-Drummond              | 22. Thomas Hay-Drummond, XI conte di Kinnoull |  |  |       |  |  |                                |  |  |                 |  |
|                                      |                   | 11. Louisa Hay-Drummond              | 23. Louisa Burton Rowley                      |  |  |       |  |  |                                |  |  |                 |  |
| 1. William Ward, III conte di Dudley |                   | 11. Louisa Hay-Drummond              |                                               |  |  |       |  |  |                                |  |  |                 |  |
|                                      | 12. Daniel Gurney | 24. John Gurney                      |                                               |  |  |       |  |  |                                |  |  |                 |  |
|                                      | 12. Daniel Gurney | 24. John Gurney                      |                                               |  |  |       |  |  |                                |  |  |                 |  |
|                                      | 12. Daniel Gurney | 25. Catherine Bell                   |                                               |  |  |       |  |  |                                |  |  |                 |  |
| 6. Charles Henry Gurney              | 12. Daniel Gurney |                                      |                                               |  |  |       |  |  |                                |  |  |                 |  |
|                                      |                   | 13. Harriet Hay                      | 26. William Hay                               |  |  |       |  |  |                                |  |  |                 |  |
|                                      |                   | 13. Harriet Hay                      | 26. William Hay                               |  |  |       |  |  |                                |  |  |                 |  |
|                                      |                   | 13. Harriet Hay                      | 27. Alicia Eliot                              |  |  |       |  |  |                                |  |  |                 |  |
| 3. Rachel Gurney                     |                   | 13. Harriet Hay                      |                                               |  |  |       |  |  |                                |  |  |                 |  |
|                                      |                   | 14. Henry Thoby Prinsep              | 28. John Prinsep                              |  |  |       |  |  |                                |  |  |                 |  |
|                                      |                   | 14. Henry Thoby Prinsep              | 28. John Prinsep                              |  |  |       |  |  |                                |  |  |                 |  |
|                                      |                   | 14. Henry Thoby Prinsep              | 29. Sophia Elizabeth Auriol                   |  |  |       |  |  |                                |  |  |                 |  |
| 7. Alice Marie Prinsep               |                   | 14. Henry Thoby Prinsep              |                                               |  |  |       |  |  |                                |  |  |                 |  |
|                                      |                   | 15. Sarah Pattle                     | 30. James Pattle                              |  |  |       |  |  |                                |  |  |                 |  |
|                                      |                   | 15. Sarah Pattle                     | 30. James Pattle                              |  |  |       |  |  |                                |  |  |                 |  |
|                                      |                   | 15. Sarah Pattle                     | 31. Adeline Maria de l'Etang                  |  |  |       |  |  |                                |  |  |                 |  |
|                                      |                   | 15. Sarah Pattle                     |                                               |  |  |       |  |  |                                |  |  |                 |  |